# Raoul Manselli
Raoul Manselli (ur. 8 czerwca 1917 w Neapolu, zm. 20 listopada 1984) – włoski historyk, specjalizujący się w mediewistyce; franciszkanolog.

## Życiorys
Manselli urodził się w 1917 roku w Nepolu. W 1939 obronił pracę magisterską na temat I wyprawy krzyżowej. Był uczniem Ernesto Pontieriego. Początkowo uczył historii w Casercie i Lukce. W czasie II wojny światowej spędził rok jako nauczyciel języka włoskiego w Bremie. Od 1953 ponownie uczył w Lukce i w Perugii, po 1961 w Turynie. W 1953 obronił licencjat z historii (wł. libera docenza). W 1966 został wykładowcą historii średniowiecznej na La Sapienza w Rzymie. W 1977 został korespondencyjnym członkiem niemieckiego stowarzyszenia wydającego Monumenta Germaniae Historica. W tym samym roku wybrano go dyrektorem Włoskiego Centrum Studiów Późnego Średniowiecza w Spoleto. Manselli zajmował się badaniami nad profetyzmem i religijnością człowieka w późnym średniowieczu.
Od połowy lat 60. XX w. interesował się postacią św. Franciszka z Asyżu, początkami ruchu franciszkańskiego i historią Zakonu Braci Mniejszych. Na ten temat opublikował szereg książek i artykułów naukowych. Do najbardziej znanych i tłumaczonych na inne języki należy Święty Franciszek z Asyżu. Editio maior (wydanie polskie w 2006). Wydał również studia na temat Piotra Jana Oliviego oraz Angelusa Clarenusa.
Zmarł w 1984 roku w Rzymie.

## Tłumaczenia polskie
- Święty Franciszek z Asyżu. Editio maior. Kraków: 2006. ISBN 83-88903-93-4. Brak numerów stron w książce
- Pierwsze stulecie historii franciszkanów. Kraków: 2006. ISBN 978-83-7485-007-0. Brak numerów stron w książce
- Św. Franciszek i jego towarszysze. Kraków: 2009. ISBN 978-83-7485-109-1. Brak numerów stron w książce